# Allozaury
Allozaury – rodzina dinozaurów drapieżnych z podrzędu Theropoda.  Żyły w późnej jurze na terenie dzisiejszej Ameryki Północnej i Europy.
Do rodziny wchodzą rodzaje:
- allozaur
- antrodem (być może synonim allozaura)
- epanterias (być może synonim allozaura)
- zaurofaganaks